# Chamb
Der Chamb (tschechisch Kouba) ist mit 51 km der längste und wasserreichste Nebenfluss des Flusses Regen.

## Ursprung und Verlauf

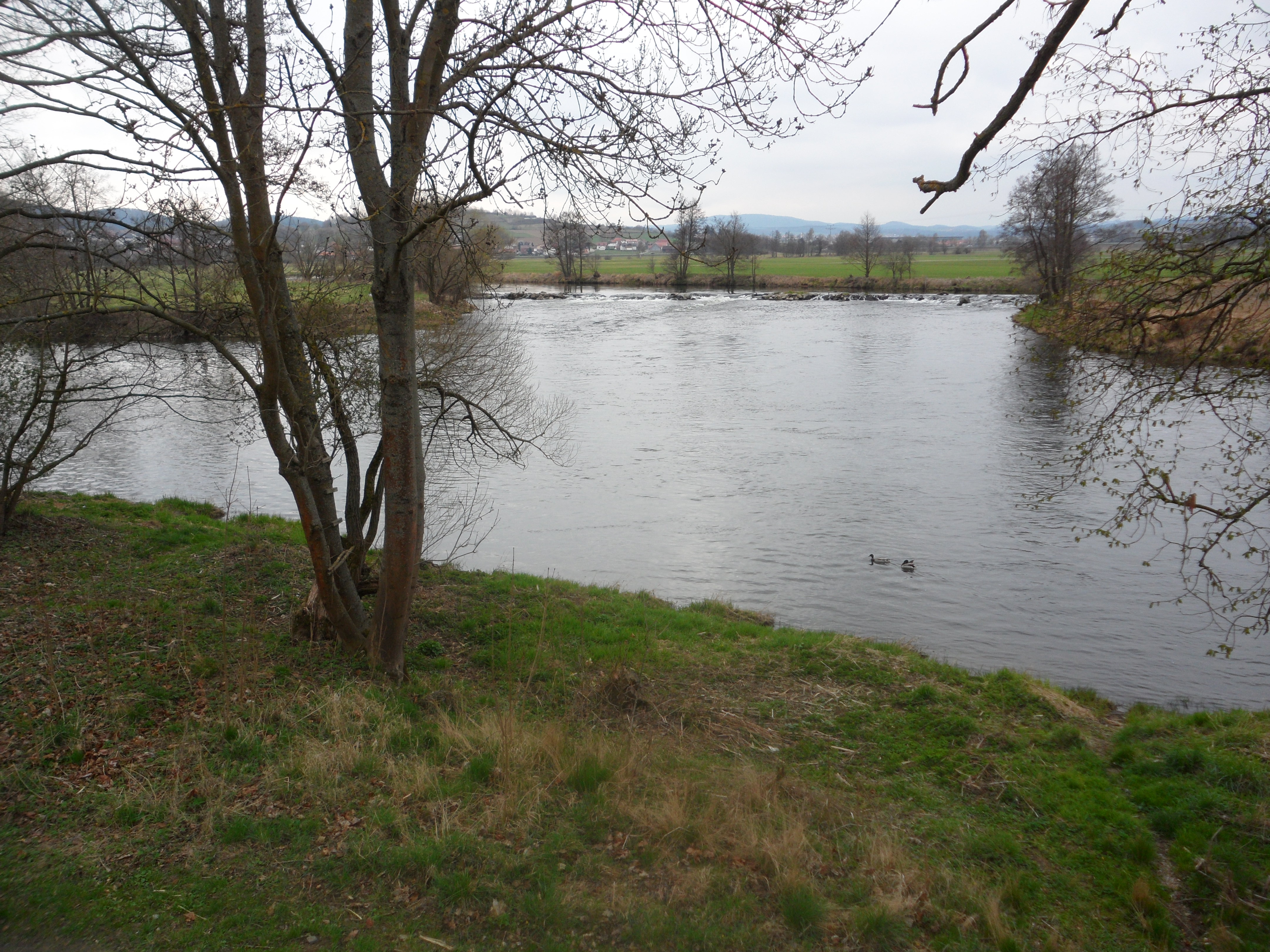
Mündung des Chamb bei Cham in den Regen

Der Chamb entspringt südlich des Dorfes Vítovky, fünf Kilometer südlich von Kdyně (Neugedein) in der Všerubská vrchovina, Tschechien. Von dort fließt er über Hyršov (Hirschau) 6 km in Richtung deutsch-tschechische Grenze, an der er dann 4 km entlangfließt, bevor er nach Deutschland kommt. Am Grenzübertritt liegt der Chamb auf einer Höhe von 407 m über NN. Er fließt auf deutscher Seite über Eschlkam, Furth im Wald, wo er bei Hochwasser im Hochwasserspeicher Furth im Wald aufgestaut wird, Arnschwang, Nößwartling, Weiding und Kothmaißling nach Cham, wo er nahe dem Ortsteil Altenstadt auf einer Höhe von 370 m über NN in den Regen mündet. Zwischen Furth im Wald und Cham verläuft die Bahnstrecke Schwandorf–Furth im Wald und der Chambtal-Radweg parallel zum Fluss.
Zwischen 2003 und 2005 wurde am südlichen Fuße des Dieberges (639 m ü NN) der Staudamm für den Drachensee angelegt.

## Daten
Der Chamb hat ein Einzugsgebiet von 276 km². Da der Chamb ein sehr geringes Gefälle besitzt und eine sehr niedrige Fließgeschwindigkeit aufweist, hat sein Flussbett viele starke Windungen, er „mäandert“. 1981 wurden vom Regensburger Wasserwirtschaftsamt alle 200 m so genannte Hektometersteine aufgestellt. Die Wasserführung schwankt sehr stark. Seit dem Beginn der Aufzeichnungen 1951 ist der niedrigste Abfluss mit 0,290 m³/s im Winter gemessen worden. Der Tag mit der größten Wassermenge (131 m³/s) war der 23. Februar 1970.

## Name
Der Name Chamb geht auf das keltische Wort Kambos zurück, das mit ‚krumm‘ oder ‚gewunden‘ übersetzt wird. In Tschechien hat der Chamb den Namen Kouba:
Die Orte Cham, Chammünster, Chameregg, Chamerau, Ränkam und Eschlkam haben vom Chamb ihren Namen. Der Name des Flusses ist männlich (der Chamb, nicht die Chamb).

## Zuflüsse
- Chalupský potok (l), bei Hyršov
- Liščí potok (l), bei Sruby
- Hájecký potok (r), bei Všeruby
- Hopfenbach/Rybniční potok (r), bei Neuaign
- Wiesenbach/Myslivský potok (r), bei Schachten
- Rahnenbach (r), bei Kleinaign
- Freybach (l), bei Kleinaign
- Danglesbach/Spálenecký potok (r), im Drachensee
- Warme Pastritz/Teplá Bystřice (r), oberhalb von Furth im Wald
- Kalte Pastritz/Chladná Bystřice (r), in Furth im Wald
- Rappendorfer Bach (l), bei Furth im Wald
- Ölbrunnbach (r), bei Wutzmühle
- Ledererbach (l), oberhalb von Arnschwang
- Ponnholzbach (r), oberhalb von Arnschwang
- Aspenbach (l), bei Arnschwang
- Bruckbach (r), bei Nößwartling
- Blumbauerbach (l), bei Weiding
- Zelzer Bach (r), bei Weiding
- Riedingerbach (l), bei Kothmaißling
- Pinzinger Bach (r), bei Kothmaißling